# Turquoise Lake
Der Turquoise Lake ist ein See im Lake-Clark-Nationalpark im Südwesten von Alaska (USA). Der Name (turquoise, englisch für „türkis“) leitet sich von der Farbe des gletschergespeisten Sees ab. Der See bildet eine der Hauptattraktionen des Nationalparks. 

## Geografie
Der 763 m hoch gelegene See glazialen Ursprungs liegt an der Westflanke der Neacola Mountains, einem vergletscherten Gebirgsmassiv im äußersten Norden der Aleutenkette. Der 13,3 km² große See misst in West-Ost-Richtung 7,5 km. Die maximale Seebreite liegt bei 2,3 km. Der Turquoise Lake wird vom Schmelzwasser eines kleineren Gletschers an der Südflanke des Telaquana Mountain gespeist. Am westlichen Ende wird der See vom Mulchatna River, dessen Ursprung der See bildet, entwässert. 